# Korfbal 2003-2004
Korfbalseizoen 2003-2004 is een Nederlands korfbalseizoen van het KNKV.

## Veldcompetitie KNKV
In seizoen 2003-2004 was de hoogste Nederlandse veldkorfbalcompetitie in de KNKV de Hoofdklasse; 4 poules waaronder 2 kampioenspoules en 2 degradatiepoules. De beste 4 teams uit de kampioenspoules spelen een kruisfinale, gevolgd door de veldfinale.
 Kampioenspoule A
| pos | club           | gs | w | g | v | pnt | dv  | dt  | dt  |
| --- | -------------- | -- | - | - | - | --- | --- | --- | --- |
| 1.  | Die Haghe      | 6  | 4 | 0 | 2 | 8   | 102 | 82  | +20 |
| 2.  | PKC/Café Bar   | 6  | 4 | 0 | 2 | 8   | 90  | 82  | +8  |
| 3.  | Fortuna/Tempus | 6  | 3 | 0 | 3 | 6   | 96  | 96  | +0  |
| 4.  | VADA '25       | 6  | 1 | 0 | 5 | 2   | 74  | 102 | -28 |

Kampioenspoule B
| pos | club                | gs | w | g | v | pnt | dv  | dt  | dt  |
| --- | ------------------- | -- | - | - | - | --- | --- | --- | --- |
| 1.  | Dalto/Human Network | 6  | 3 | 2 | 1 | 8   | 113 | 98  | +15 |
| 2.  | DOS-WK              | 6  | 3 | 1 | 2 | 7   | 104 | 100 | +4  |
| 3.  | AKC Blauw-Wit       | 6  | 2 | 1 | 3 | 5   | 96  | 93  | +3  |
| 4.  | Deetos/Volhuis      | 6  | 2 | 0 | 4 | 4   | 96  | 118 | -22 |

Degradatiepoule C
| pos | club              | gs | w | g | v | pnt | dv | dt  | dt  |
| --- | ----------------- | -- | - | - | - | --- | -- | --- | --- |
| 1.  | Nic./VCD          | 6  | 5 | 1 | 0 | 11  | 99 | 68  | +31 |
| 2.  | De Meervogels     | 6  | 3 | 2 | 1 | 8   | 80 | 80  | +0  |
| 3.  | KVS               | 6  | 2 | 1 | 3 | 5   | 93 | 87  | +6  |
| 4.  | HKV/Ons Eibernest | 6  | 0 | 0 | 6 | 0   | 63 | 100 | -37 |

Degradatiepoule D
| pos | club                | gs | w | g | v | pnt | dv | dt | dt  |
| --- | ------------------- | -- | - | - | - | --- | -- | -- | --- |
| 1.  | DOS'46              | 6  | 4 | 0 | 2 | 8   | 96 | 85 | +11 |
| 2.  | Oost-Arnhem/Olympia | 6  | 3 | 1 | 2 | 7   | 90 | 89 | +1  |
| 3.  | TOP                 | 6  | 2 | 1 | 3 | 5   | 89 | 87 | +2  |
| 4.  | Groen Geel          | 6  | 2 | 0 | 4 | 4   | 85 | 99 | -14 |

### Kruiswedstrijden om degradatie
Uit de 2 degradatiepoules degraderen de nummers 4 direct. Hierna spelen de nummers 2 en 3 van de degradatiepoules nog kruisfinales. De verliezers van deze wedstrijden degraderen ook.
| Degradatiewedstrijd 1 |               |    |
|                       |               |    |
| C2                    | De Meervogels | 15 |
| D3                    | TOP           | 14 |

| Degradatiewedstrijd 2 |                     |    |
|                       |                     |    |
| D2                    | Oost-Arnhem/Olympia | 17 |
| C3                    | KVS                 | 14 |

### Play-Offs en Finale
|  | halve finale        | halve finale |  |              | finale    | finale |
|  |                     |              |  |              |           |        |
|  |                     |              |  |              |           |        |
|  | Die Haghe           | 21           |  |              |           |        |
|  | DOS-WK              | 13           |  |              |           |        |
|  |                     |              |  |              | Die Haghe | 18     |
|  |                     |              |  | PKC/Café Bar | 21        |        |
|  | Dalto/Human Network | 18           |  |              |           |        |
|  | PKC/Café Bar        | 25           |  |              |           |        |

| Veldkampioen van Nederland 2004 |
| ------------------------------- |
| PKC/Café Bar                    |

## Zaalcompetitie KNKV
In seizoen 2003-2004 was de hoogste Nederlandse zaalkorfbalcompetitie in de KNKV de Hoofdklasse; 2 poules met elk 8 teams. De 4 beste teams uit de 2 poules spelen een kruisfinale, gevolgd door de zaalfinale.

 Hoofdklasse A
| pos | club                | gs | w  | g | v  | pnt | dv  | dt  | dt   |
| --- | ------------------- | -- | -- | - | -- | --- | --- | --- | ---- |
| 1.  | Fortuna/Tempus      | 14 | 12 | 0 | 2  | 24  | 340 | 260 | +80  |
| 2.  | De Meervogels       | 14 | 10 | 0 | 4  | 20  | 276 | 250 | +26  |
| 3.  | Deetos/Volhuis      | 14 | 9  | 0 | 5  | 18  | 268 | 257 | +11  |
| 4.  | Nic./VCD            | 14 | 8  | 0 | 6  | 16  | 253 | 226 | +27  |
| 5.  | DOS'46              | 14 | 8  | 0 | 6  | 16  | 250 | 243 | +7   |
| 6.  | DVO                 | 14 | 5  | 0 | 9  | 10  | 255 | 268 | -13  |
| 7.  | Oost-Arnhem/Olympia | 14 | 3  | 0 | 11 | 6   | 250 | 282 | -32  |
| 8.  | SDO                 | 14 | 1  | 0 | 13 | 2   | 220 | 326 | -106 |

Hoofdklasse B
| pos | club                | gs | w  | g | v  | pnt | dv  | dt  | dt   |
| --- | ------------------- | -- | -- | - | -- | --- | --- | --- | ---- |
| 1.  | PKC/Café Bar        | 14 | 10 | 1 | 3  | 21  | 258 | 215 | +43  |
| 2.  | Dalto/Human Network | 14 | 8  | 4 | 2  | 20  | 281 | 221 | +60  |
| 3.  | Die Haghe           | 14 | 8  | 2 | 4  | 18  | 268 | 231 | +37  |
| 4.  | DOS-WK              | 14 | 8  | 2 | 4  | 18  | 303 | 255 | +48  |
| 5.  | Blauw-Wit (A)       | 14 | 8  | 1 | 5  | 17  | 252 | 243 | +9   |
| 6.  | ROHDA               | 14 | 4  | 0 | 10 | 8   | 227 | 274 | -47  |
| 7.  | Blauw-Wit (H)       | 14 | 3  | 0 | 11 | 6   | 212 | 252 | -40  |
| 8.  | HKV/Ons Eibernest   | 14 | 2  | 0 | 12 | 4   | 178 | 288 | -110 |

### Topscoorders van de zaalcompetitie
| Naam             | Club   | Goals |
| ---------------- | ------ | ----- |
| Frank Landkroon  | DOS-WK | 86    |
| Samantha Jonkman | DOS-WK | 46    |

### Play-offs en finale
|  | halve finale        | halve finale |  |              | finale         | finale |
|  |                     |              |  |              |                |        |
|  |                     |              |  |              |                |        |
|  | Fortuna/Tempus      | 17           |  |              |                |        |
|  | Dalto/Human Network | 13           |  |              |                |        |
|  |                     |              |  |              | Fortuna/Tempus | 18     |
|  |                     |              |  | PKC/Café Bar | 16             |        |
|  | PKC/Café Bar        | 14           |  |              |                |        |
|  | De Meervogels       | 13           |  |              |                |        |

| Zaalkampioen van Nederland 2004 |
| ------------------------------- |
| Fortuna/Tempus                  |

## Prijzen
| Award                           | Winnaar                             | Club           |
| ------------------------------- | ----------------------------------- | -------------- |
| Beste Speler                    | Michiel Gerritsen                   | Nic./VCD       |
| Beste Speelster                 | Heleen van der Wilt                 | Fortuna/Tempus |
| Coach van het Jaar              | Ton van der Laaken                  | De Meervogels  |
| Scheidsrechtersduo van het Jaar | Jan Henk Hoeksma & Ritske Kleinhuis |                |
| Talent van het Jaar             | Steven de Graaf                     | PKC            |
| Talente van het Jaar            | Bianca Jansen                       | KV Die Haghe   |